# Архонт
Архонти (грч. ἄρχοντες, једн. ἄρχων) су били еупатриди са највећим степеном управљања, било их је девет. Њихова власт је у почетку била доживотна и због тога слична краљевској. Потом је ограничена, најпре на десет, а затим на годину дана. Један од архоната био је врховни заповедник атинске војске, док су други имали свештеничке и судске дужности. Архонти су атинском државом управљали заједно са ареопагом.
Један од познатих архоната је био Солон, који је реформама поделио грађане у четири разреда по богатству у вину, житу и уљу, тј. медимни, и укинуо еупатриде. Служба архоната била је доступна само припадницима првих двају разреда, тј. људима чије се богатство процењује на преко 500 медимни (први разред), и од 300 до 500 медимни (други разред).